# Lydia J. Roberts
Lydia J. Roberts (1879-1965) va ser una nutricionista, professora, investigadora i autora de llibres americana. Va escriure Nutrition Work with Children (1928) un llibre de text clàssic als Estats Units. Roberts va ser nomenada professora ajudant a la Universitat de Chicago el 1919 i, en guanyar el doctorat en 1928, va ser promocionada a professora associada. El 1930 Roberts va ser professora i Presidenta del Departament d'Economia Domèstica d'aquella Universitat. Després de deixar Chicago en 1944 Roberts va guanyar una càtedra a la Universitat de Puerto Rico, la qual va ocupar fins a la seva jubilació en 1965.